# Bakonytamási
Bakonytamási (hongrois : Bakonytamási [ˈbɒkoɲtɒmaːʃi]) est une localité hongroise située dans le comitat de Veszprém.

## Site et localisation

### Topographie et hydrographie
Bakonytamási est situé dans la région du Bakonyalja, à 24 kilomètres de Pápa, chef-lieu d'arrondissement, et à 55 kilomètres de Veszprém, chef-lieu du comitat. Son territoire est constitué de collines sablonneuses et, par endroits, graveleuses, orientées du sud-est au nord-ouest, culminant entre 150 et 200 mètres d'altitude. L'altitude moyenne du village est de 163 mètres.
Selon la littérature géographique, Bakonytamási est considéré comme l'un des points d'angle marquant la frontière sud-est du Kisalföld, bien que selon la classification des petites régions naturelles, il appartienne au Bakonyalja de Pápa.
Depuis le village, la vue s'étend au sud-sud-est sur les sommets les plus élevés de l'Öreg-Bakony, notamment le Kék-hegy et le Kőris-hegy, où est installé un radar aérien civil, tandis qu'au nord-nord-ouest se profilent les collines de Pannonhalma (notamment les crêtes de Szemere et Csanak).
Le principal cours d'eau du territoire est le Sokorói-Bakony-ér (également appelé Sokoróalji-Bakony-ér, ou localement Bornát), qui s'écoule d'est en ouest et appartient au bassin versant de la Marcal. Une douzaine de petits ruisseaux, orientés sud-est/nord-ouest, prennent leur source sur le territoire communal ou le traversent pour rejoindre le Bakony-ér. Parmi eux, deux — le Gyűrűs-ér et le Sós-rét-ér — traversent directement le centre du village.
La majeure partie du territoire est exploitée comme terre arable. Les rares zones boisées sont constituées de plantations modernes, principalement d'acacias et de peupliers. Les vallées traversées par les cours d'eau sont occupées par des prairies naturelles. La viticulture est en fort déclin ; le seul vignoble subsistant est celui du Vörösi-szőlőhegy, situé à la limite sud-ouest de la commune. À son apogée, la culture viticole était dominée par des cépages à production directe.

## Histoire
Le territoire de Bakonytamási est occupé depuis la Préhistoire et l'Antiquité, comme en témoignent plusieurs vestiges archéologiques. La localité est mentionnée pour la première fois par écrit en 1262. Son nom est dérivé de « Tamásé » (signifiant « [le domaine] de Tamás »). Le village fut longtemps considéré comme un village de serfs.
À la suite de la bataille de Mohács (1526), le village fut dépeuplé et ne connut un repeuplement qu'au XVIIᵉ siècle. C'est à cette époque qu'apparut le sceau de la commune, représentant une roue de chariot et portant l'inscription « Thamasi falv pecseti 1695 ».
Le 1er octobre 1902, année de l'ouverture de la ligne de chemin de fer Tatabánya–Pápa, Bakonytamási fut élevé au rang de grande commune.
En 1910, la localité comptait 986 habitants, dont 983 hongrois. La population se répartissait principalement entre 287 catholiques romains, 651 luthériens et 35 israélites.
Dans les années 1970, Bakonytamási fut intégré à une administration communale commune basée à Pápateszér, mais retrouva son autonomie lors de la transition démocratique en 1990.
Le territoire communal abritait autrefois plusieurs hameaux aujourd'hui disparus ou intégrés à Bakonytamási. Parmi eux figurait Gerencsérpuszta, autrefois propriété des religieuses grecques du monastère de Veszprémvölgy, offerte entre 1015 et 1031 par le roi Étienne Ier ; il s'agit du plus ancien témoignage écrit connu sur la poterie dans le Bassin des Carpates. Le hameau se dépeupla dans les années 1970. En 2009, à l'occasion du 900ᵉ anniversaire de sa première mention, un mémorial fut inauguré à Bakonytamási, et une croix commémorative ainsi qu'un panneau d'information furent installés à l'emplacement de l'ancien hameau.
Le territoire comprend également Hathalompuszta, hameau encore habité de nos jours. Son nom provient de six tumuli funéraires datant de la fin de l'âge du bronze situés à proximité. Sa première mention écrite remonte à 1258. Le romancier Mór Jókai y séjourna plusieurs fois à la fin du XIXe siècle, étant apparenté aux propriétaires. En souvenir de ces visites, une stèle commémorative lui a été dédiée le 29 août 2015 par la municipalité de Bakonytamási.

## Population

### Minorités culturelles et religieuses
Au cours de son histoire, Bakonytamási a été épargné par les vagues de colonisation allemande et, plus rarement, slovaque, qui ont marqué la région du Bakony. La population est demeurée majoritairement hongroise au fil des siècles. Peu après l'apparition de la Réforme, la confession luthérienne s'y est implantée durablement. La croissance significative de la population catholique romaine ne s'est amorcée qu'au XXe siècle, impulsée notamment par les travailleurs (en partie d'origine allemande) du domaine agricole local géré jusqu'au début du siècle par l'abbaye de Pannonhalma.
Lors du recensement de 2011, 98 % des habitants de Bakonytamási se déclaraient hongrois, 0,9 % allemands et 6,4 % roms (1,9 % n'ayant pas souhaité répondre ; en raison des identités multiples, la somme des pourcentages peut dépasser 100 %). La répartition religieuse était alors la suivante : 53,3 % de catholiques romains, 1,6 % de réformés (calvinistes), 27,7 % de luthériens, 6,3 % de sans religion, et 10,5 % n'avaient pas répondu.
En 2022, 92,5 % des habitants se déclaraient hongrois, 2,5 % roms, 1,9 % allemands, 0,2 % roumains, 0,2 % slovaques et 1,7 % d'une autre nationalité étrangère (6,4 % n'ayant pas répondu ; là encore, la somme peut excéder 100 %). D'un point de vue religieux, 33,2 % étaient catholiques romains, 14,4 % luthériens, 0,7 % réformés, 0,2 % catholiques grecs, 1,9 % affiliés à d'autres Églises chrétiennes, 1,5 % autres catholiques, 12 % sans religion, tandis que 36,1 % n'ont pas souhaité répondre.

## Équipements

### Éducation
Depuis le 1er juillet 2013, le jardin d'enfants de Bakonytamási est rattaché au Centre général d'éducation préscolaire et de crèche unifié de Sokorópátka. L'unique groupe d'enfants porte le nom de « Vadvirág » (« Fleur sauvage »).
L'enseignement primaire à Bakonytamási a été suspendu le 15 juin 2007. Depuis cette date, les élèves poursuivent leur scolarité dans les écoles des localités voisines de Pápateszér, Veszprémvarsány ou Sokorópátka.
La bibliothèque municipale, installée à l'étage de l'ancienne école primaire, est ouverte deux fois par semaine pour deux heures à chaque fois. Son fonds dépasse les 4 000 volumes. Depuis le 1er décembre 2009, grâce à son adhésion au service de bibliothèque itinérante de la bibliothèque municipale Mór Jókai de Pápa, l'offre documentaire a été considérablement enrichie et élargie.

### Réseaux intra-urbains
À l'exception du réseau d'assainissement des eaux usées, les infrastructures de Bakonytamási peuvent être considérées comme complètes. Le réseau électrique a été installé en 1931 (actuellement exploité par E.ON Réseau Électrique Nord-Transdanubien). Le réseau d'eau potable a été mis en service en 1990 (exploité par Pápai Víz- és Csatornamű Zrt.). Le réseau téléphonique a été déployé en 1996 (par Invitel Távközlési Zrt.), et le réseau de gaz naturel en 1998 (géré par E.ON Réseau de gaz Centre-Transdanubien). La collecte des déchets ménagers est assurée par la société GYŐR-SZOL Zrt.

### Réseaux extra-urbains
Le territoire de Bakonytamási est traversé, en plus de la route principale 832, par la route secondaire 83121 reliant Hathalompuszta à Nagydém et Lovászpatona.
Le transport collectif est assuré par un service d'autobus exploité par la compagnie Volánbusz. En semaine, 5 à 6 liaisons quotidiennes permettent de rejoindre directement Pápa et Győr, ainsi que deux liaisons quotidiennes vers Zirc et Veszprém. Depuis Hathalompuszta, une liaison longue distance par jour dessert également Tatabánya, Esztergom et Szombathely.
La ligne ferroviaire Tatabánya–Pápa traverse également Bakonytamási. La commune possède un arrêt ferroviaire (Bakonytamási) depuis l'ouverture de la ligne en 1902, situé à 67 kilomètres de Tatabánya et à 27 kilomètres de Pápa. Toutefois, le service voyageurs a été supprimé sur ce tronçon le 4 mars 2007. Jusqu'à cette date, six allers-retours quotidiens étaient assurés, avec un temps de trajet d'environ 120 minutes depuis Tatabánya et 42 minutes depuis Pápa. La gare de Gic-Hathalom, située sur le territoire de Gic, desservait quant à elle les habitants de Hathalompuszta.

## Organisation administrative
Le territoire administratif de la commune s'est agrandi à plusieurs reprises au cours du XXe siècle, mais reste de taille modeste, couvrant seulement 2 049 hectares. Sa superficie actuelle a été atteinte dans la seconde moitié du XXe siècle, après l'annexion de Hathalompuszta, détachée de Gic en 1931, puis de Gerencsérpuszta, aujourd'hui abandonné, en 1962.

## Jumelages
| Ville | Ville              | Pays | Pays      |
| ----- | ------------------ | ---- | --------- |
|       | Mad                |      | Slovaquie |
|       | Velyka Byïhan (en) |      | Ukraine   |

## Personnalités liées à la localité
Csaba Berki, champion d'Europe de développé couché, né à Pápa en 1969, a passé son enfance et sa jeunesse à Bakonytamási. Le chanteur d'opéra Imre Hámory est également natif de la commune, où il est né en 1909 avant de mener une carrière reconnue à Budapest.
Parmi les écrivains liés à Bakonytamási figure Róbert A. Ördög, né en 1982 à Tököl. L'écrivain Sándor Tatay, né dans le village en 1910, compte parmi les figures littéraires les plus marquantes associées à la localité. Son ancêtre Sámuel Tatay, né en 1823 à Répcelak et décédé à Bakonytamási en 1893, fut doyen du diocèse évangélique de Veszprém.
Le conseiller ministériel Benő Porzsolt, né à Bakonytamási en 1853, fut également un journaliste sportif réputé, collaborateur de la grande encyclopédie hongroise Pallas Nagy Lexikona. Une figure historique importante liée au village est Antal Redl, né en 1814 et exécuté à Pápa en 1849, reconnu comme le premier martyr exécuté sur le sol hongrois lors de la révolution de 1848-1849.
Bakonytamási a également formé d'autres personnalités notables. Ferenc Kovács, ingénieur des mines et académicien né en 1938 à Győr, ainsi que Gyula György, diplomate et ancien vice-ministre né en 1919 à Budapest, y ont effectué leurs études primaires. Enfin, l'économiste Gyula Somogyi, né à Bakonytamási en 1928 et décédé en 1999, fut directeur de l'Institut de recherche économique.